# 真胎生
真胎生（しんたいせい）とは、魚類の胎生を指す呼称で、特に卵胎生と区別するための表現である。主に観賞魚業界や軟骨魚綱の研究者間で使われている比較的新しい言葉である。狭義の胎生といった呼び方もされる。
イタチザメ等のサメやエイの一部・ハイランドカープ等が、母体からの栄養供給が知られており、胎盤やへその緒等の器官がある。
また、近年の観賞魚業界や軟骨魚綱業界では、卵胎生と真胎生を合わせたものを胎生と呼ぶ動きがある。

## 栄養供給の仕組み

### グーデア科胎生魚
ハイランドカープなどグーデア科胎生魚の母胎内の子供は、子供の腹から伸びた数本の「栄養リボン」(trophotaenial placenta) と呼ばれる器官を通じて、母親から栄養を受け取る。栄養リボンは腸が肛門から体外まで伸びたような構造で、表面から栄養を吸収するとみられる。出産までに栄養リボンは消失(退縮)するが、これはオタマジャクシの尾が消えるのと同じような仕組み(アポトーシス)で一部の細胞が自ら死滅することによる。

## 参照資料等
1. 1 2 3  ハイランドカープの母胎内の子供が母胎内で栄養を得る仕組みを京都大学再生医科学研究所 飯田敦夫助教(発生生物学)らが解明した事を告げる記事。“魚に“へその緒”？　京大が仕組み解明”. 産経WEST (産経新聞社). (2015.1.19 22:00) 2015年10月4日閲覧。
2. ↑  研究成果および論文：京都大学再生医科学研究所助教 飯田敦夫 (2015年1月20日). “魚類が「胎生」になるために獲得した仕組みの一端を解明”.   京都大学. 2015年10月7日閲覧。